# Росси, Иван Хавьер
Иван Хавьер Росси (исп. Iván Javier Rossi; родился 1 ноября 1993 года, Буэнос-Айрес, Аргентина) — аргентинский футболист, полузащитник клуба «Платенсе».

## Биография
Росси — воспитанник клуба «Банфилд». 19 апреля 2014 года в матче против «Альдосиви» он дебютировал в Примере B. По итогам сезона клуб вышел в элиту. 15 августа 2015 года в матче против «Годой-Крус» он дебютировал в аргентинской Примере. 18 октября в поединке против «Тигре» Иван забил свой первый гол за «Банфилд».
Летом 2016 года Росси перешёл в «Ривер Плейт». 23 октября в матче против «Атлетико Рафаэла» он дебютировал за новую команду. В своём дебютном сезоне Иван завоевал Кубок Аргентины и Рекопу Южной Америки. В 2017 году он вновь стал обладателем национального кубка.

## Достижения
«Ривер Плейт»
- Обладатель Кубка Аргентины — 2016
- Обладатель Кубка Аргентины — 2017
- Обладатель Рекопа Южной Америки — 2016